# شيوري مياكي
شيوري مياكي (三宅 史織) (13 أكتوبر 1995 في سابورو في اليابان – )؛ هي لاعبة كرة قدم كانت تلعب كمدافع. ولعبت مع منتخب اليابان لكرة القدم للسيدات.

## وصلات خارجية
- شيوري مياكي على موقع الاتحاد الدولي (مؤرشف)  (الإنجليزية)
- شيوري مياكي على موقع إي إس بي إن إف سي (الإنجليزية)
- شيوري مياكي على موقع قاعدة بيانات كرة القدم.إي يو (الإنجليزية)
- شيوري مياكي على موقع Soccerbase.com (لاعب) (الإنجليزية)
- شيوري مياكي على موقع Soccerway.com (الإنجليزية)
- شيوري مياكي على موقع عالم كرة القدم.نت (الإنجليزية)
- شيوري مياكي على موقع أوليمبيديا (الإنجليزية)